# Dervla Murphy
Dervla Murphy (Lismore, 28 de novembro de 1931 – Lismore, 22 de maio de 2022), foi uma ciclista irlandesa e autora de livros de viagens. Galardoada com o Edward Stanford Award e distinguida pela Royal Geographical Society. Ficou conhecia após ter publicado o livro Full Tilt: Ireland to India with a Bicycle, onde relata a viagem que fez de bicicleta da Irlanda até à India e na qual atravessou a Europa, o Irão, o Afeganistão e o Paquistão.

## Biografia
Dervla Murphy nasceu no dia 28 de Novembro de 1931, no condado irlandês de Waterford em Lismore, onde estudou no Convento de Ursulinas.
Aos 14 anos viu-se obrigada a deixar a escola para cuidar da mãe que sofria de artrite reumatóide e que a encorajou a viajar desde muito jovem. Assim, realizou várias viagens curtas de bicicleta ao sul da Inglaterra, País de Gales, Alemanha, Bélgica e Espanha durante a década de 50. Durante este período escreveu vários artigos sobre as viagens para jornais como o Irish Independent e o Hibernia.
Em 1963, após a morte dos pais, faz a sua primeira grande viagem, indo da Irlanda até à Índia de bicicleta, com apenas uma muda de roupa e uma arma. Leva seis meses a chegar ao destino, durante os quais atravessa o continente europeu e países como o Irão, o Afeganistão e o Paquistão. As aventuras desta viagem deram origem ao seu primeiro livro, Full Tilt: Ireland to India with a Bicycle, publicado em 1965, onde relata momentos como aquele em que teve de assustar uma matilha de lobos e descreve os locais por onde passou, entre eles as montanhas de Gilgit, no Paquistão. Chegada a Dehli, Dervla colabora com a Save the Children e trabalha num campo de refugiados tibetanos em Pokhara. Esta experiência dá origem ao seu livro The Waiting Land: A Spell in Nepal.
As suas viagens sofrem um interregno, quando em 1968 tem a sua única filha, Rachel, com o jornalista Terence de Vere White. Não chega a casar, assumindo o papel de mãe solteira o que na altura ia contra os padrões morais vigentes na Irlanda. Cinco anos mais tarde, regressa à India e leva consigo a filha desafiando novamente as convenções sociais. Juntas percorrem o sul da Índia, os Andes, Madagáscar, Camarões, entre outros locais.
Volta a escrever e no inicio da oitenta, os seus livros não se cingem a apenas aos relatos das suas viagens, passam a abordar questões políticas e sociais dos países por onde passa, entre elas: o impacto social da Sida no Zimbabwe e no Quénia, os efeitos do Apartheid na África do Sul, o genocídio no Ruanda, a reconstrução dos Balcãs após a guerra. As suas opiniões não se limitam aos livros, critica de forma aberta o Banco Mundial, a NATO, o FMI e da Organização Mundial do Comércio. Era contra a energia nuclear tendo escrito o livro Race to the finish?: The nuclear stakes, onde abordava os perigos desta; o turismo de massas e os seus efeitos sobre as comunidades locais e os recursos naturais.
Continua a viajar e em 2002, com 70 anos, resolve atravessar de bicicleta Ussuriland, no leste da Rússia mas sofre um acidente e acaba por percorrer a Sibéria de transportes públicos. Cinco anos tarde, visita Cuba com a filha e as netas e em 2011 passou um mês na faixa de Gaza.
Dervla Murphy que ao longo da sua vida percorreu países de quatro continentes (Ásia, África, América do Sul e Europa) e que escreveu mais de 20 livros sobre as suas viagens e aventuras, faleceu com 90 anos, no dia 22 de Maio de 2022.

## Galeria

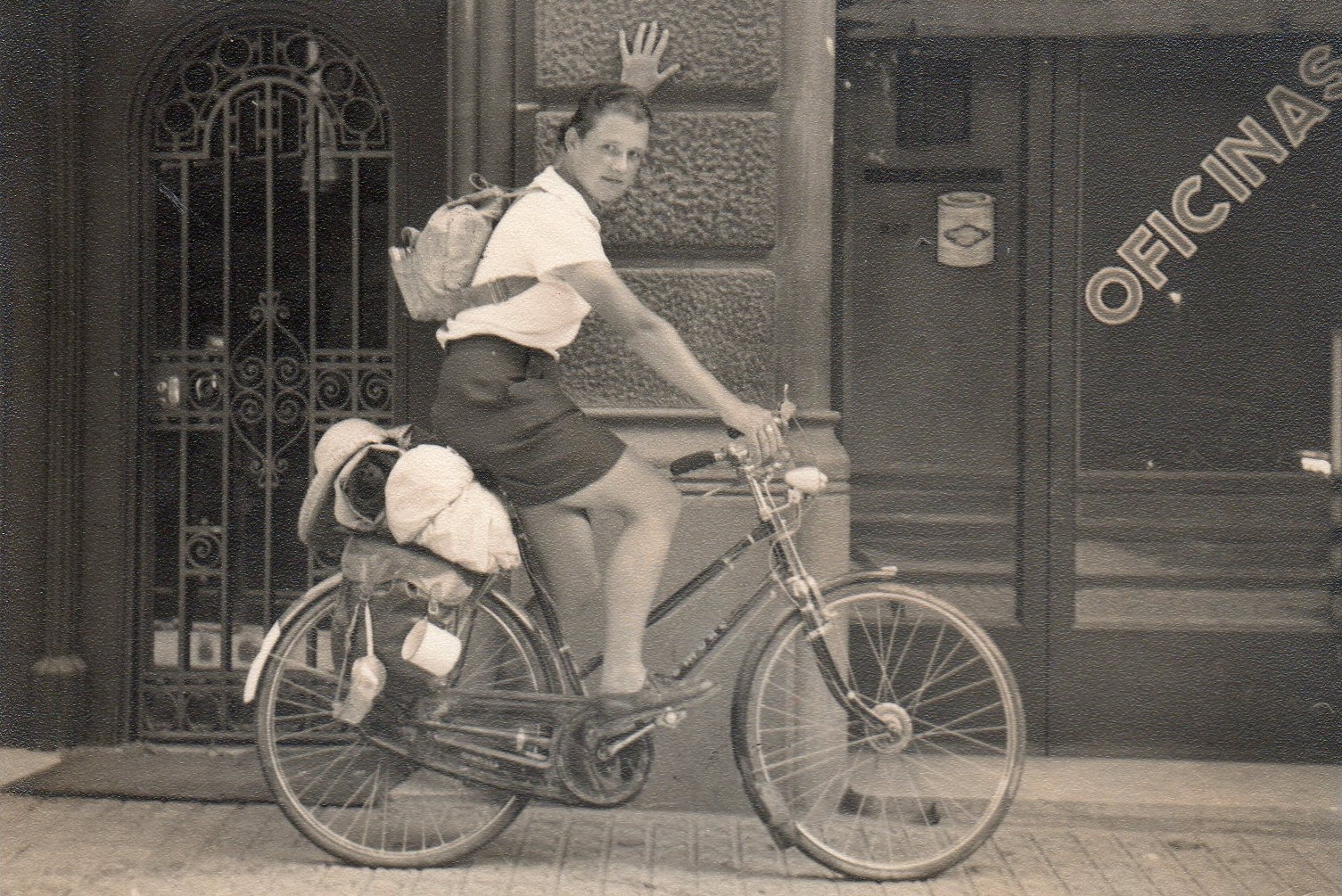
Dervla Murphy em Barcelona nos anos 50.
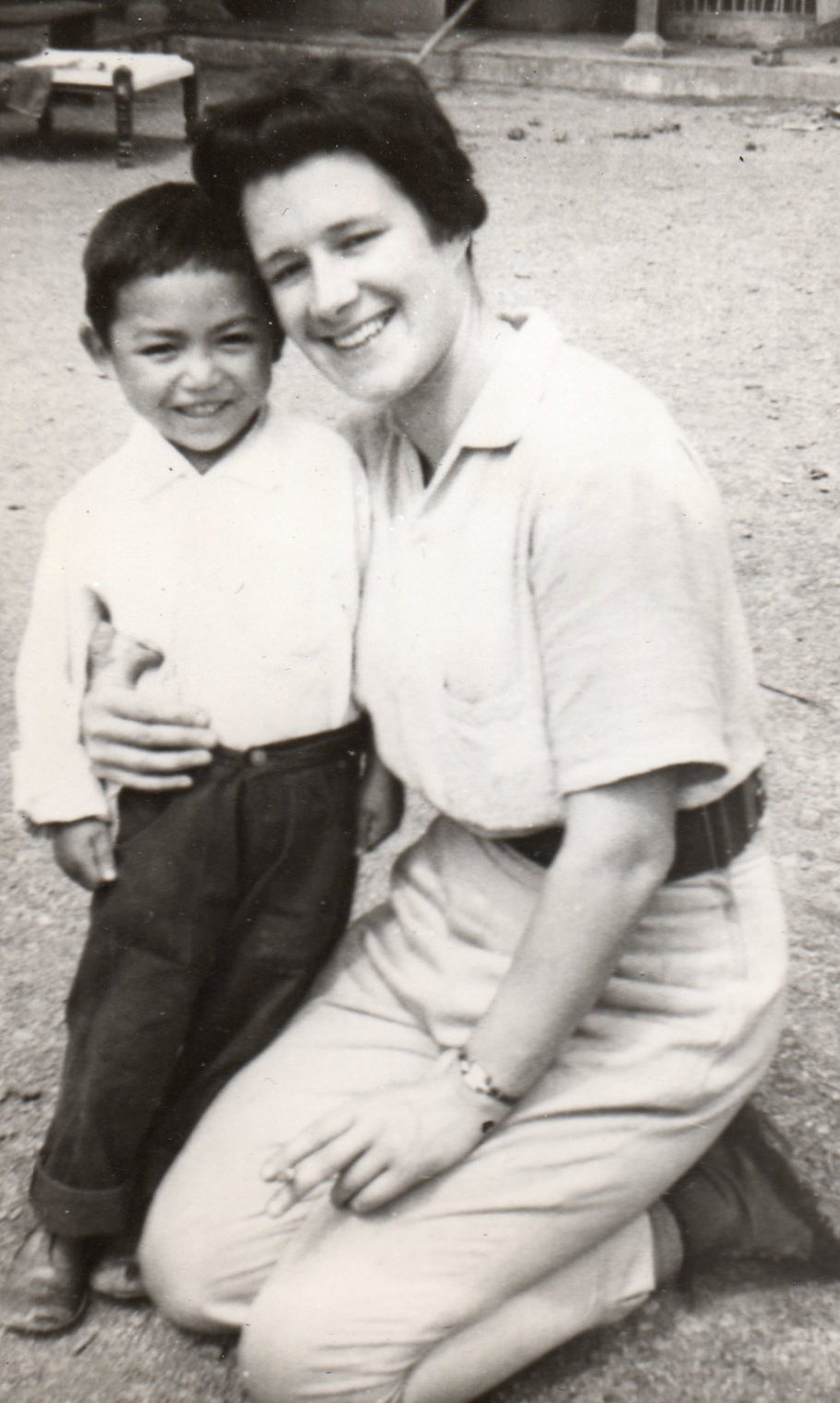
Dervla Murphy no Tibete em 1965.
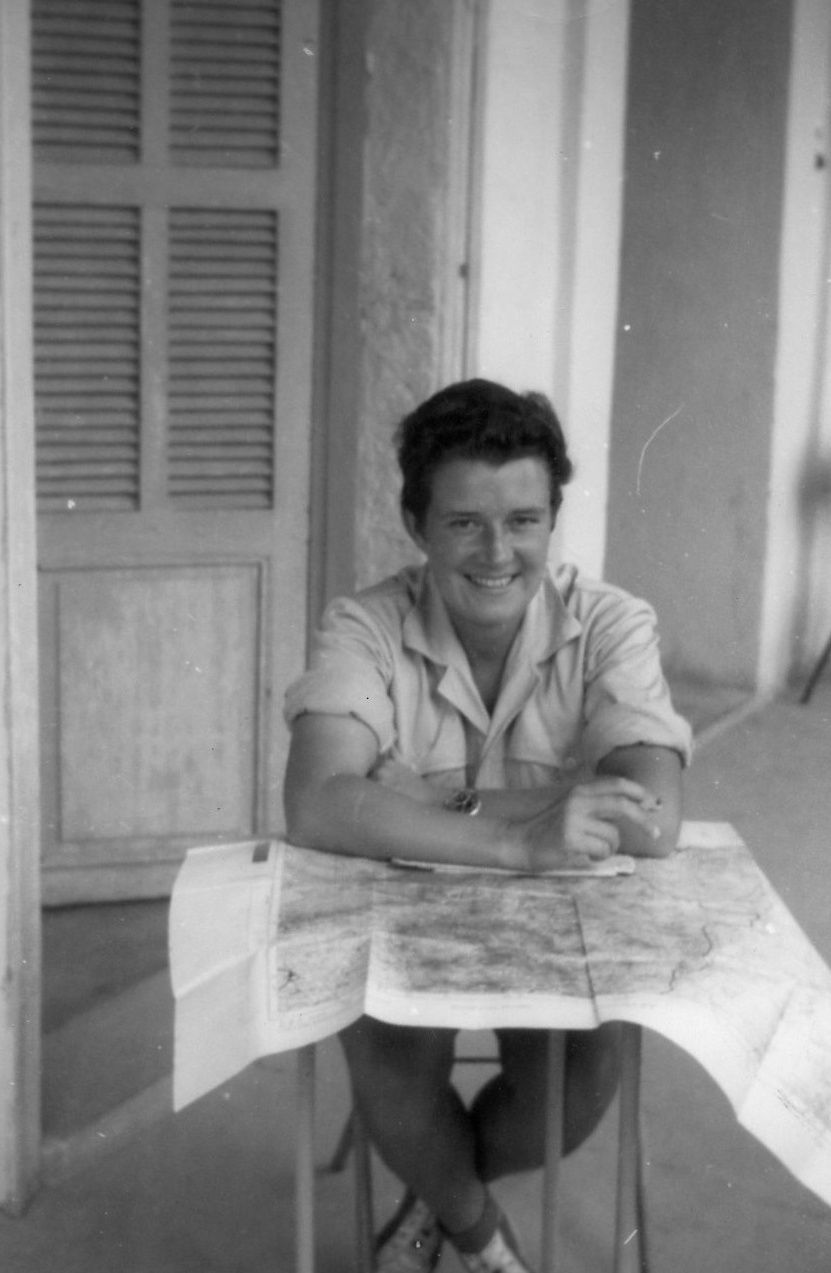
Dervla Murphy em Addis Ababa.
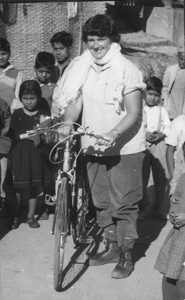
Dervla Murphy em 1960.
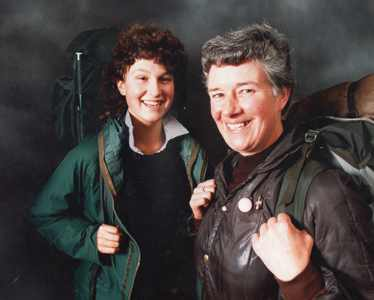
Dervla com a filha Rachel em 1980.
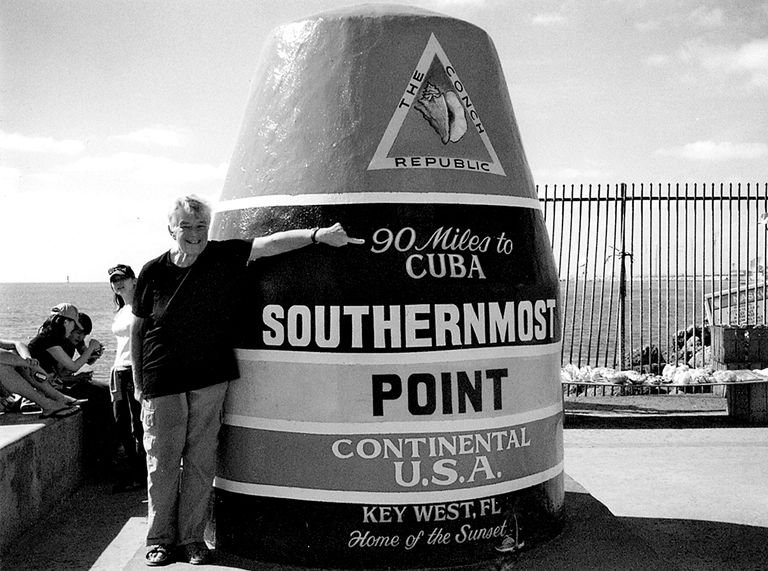
Dervla Murphy nos EUA.
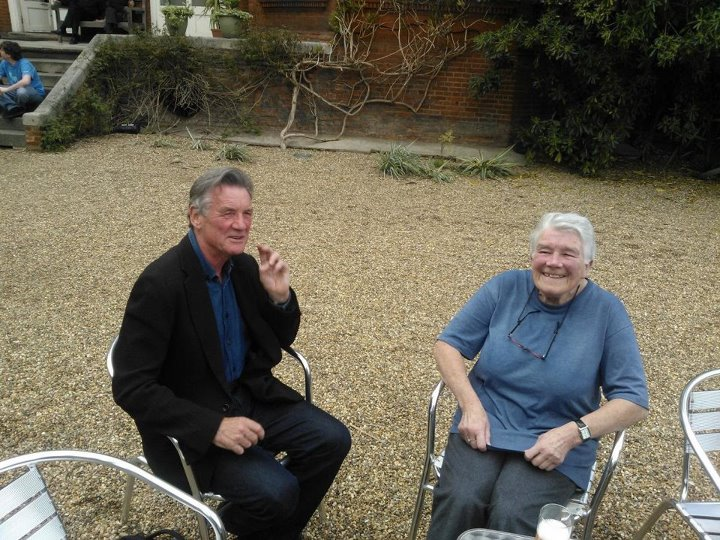
Dervla Murphy com Michael Palin na Royal Geographical Society em 2012.

## Prémios e Reconhecimento
Ganhou com o livro A Place Apart: Northern Ireland in the 1970s, o Christopher Ewart-Biggs Memorial Prize em 1978.
A Royal Geographical Society galardoou-a, em 2019, com o Prémio Ness, por ter ajudado a tornar popular a geografia com seus livros de viagens. No mesmo ano  I BIKE Dublin, distinguiu-a com a Medalha Inspiring Cyclist of the Year.
Dois anos mais tarde, ganhou o Edward Stanford Award pelo seu extraordinário contributo para a literatura de viagens.

## Obras Seleccionadas
Entre as suas obras contam-se:
- 1978 - A Place Apart: Northern Ireland in the 1970s, re-editado em 2014 pela editora Eland,ISBN 9781780600116 [29][30]

- 1965 - Full Tilt: Ireland to India with a bicycle, editor Murray,, ISBN 9781590209509 [31]
- 1992 - Cameroon With Egbert, editor Abrams, ISBN 9781468305210
- 2001 - South From The Limpopo, editor Abrams, ISBN 9781468305814